# Resolució 245 del Consell de Seguretat de les Nacions Unides
La Resolució 245 del Consell de Seguretat de les Nacions Unides, aprovada per unanimitat el 25 de gener de 1968, després que el govern de la República de Sud-àfrica es va negar a complir amb la resolució 2324 de l'Assemblea General de les Nacions Unides i va continuar traslladant il·legalment als detinguts de l'Àfrica del Sud-oest, el Consell va exigir que l'alliberament i repatriació dels presoners i van convidar tots els estats a exercir la seva influència per induir al govern sud-africà a complir la resolució.